# Думка
Думка — поняття про що-небудь (переконання, судження, висновок, певний погляд або заява), що засновано на інтерпретації фактів, на суб'єктивному, та емоційному відношенні до них. Думка, на відміну від знань, може базуватись на неперевіреній, помилковій або хибній інформації.
Відмінність факту від думки полягає в тому, що факти можна перевірити. За результатами перевірки твердження може бути підтверджене або спростоване. Думка може бути підтверджена фактами, в цьому випадку вона стає аргументом. Але різні люди можуть на підставі одних і тих самих фактів мати різні думки, аж до протилежних.
На відміну від фактів, які є незмінними, думки можуть змінюватись під впливом додаткових аргументів, контексту, мети. Аналізуючи аргументацію можливо прийти до висновку, що одна з думок краще відповідає фактам, ніж альтернативні. Думки можуть здаватись переконливими, але тільки аналіз тверджень та фактів, на яких вони базуються, дозволяє визначити, чи є вони правдивими або помилковими.
У повсякденному вжитку термін думка може визначати погляд, розуміння, переконання чи бажання. Цей термін може також використовуватись до неперевіреної інформації, на відміну від понять знання та факт.
Історично, відмінність знань і поглядів була сформульована ще давньогрецькими філософами (аналогія Платона про розділену лінію демонструє нетотожність знань і переконань).

## Колективні та професійні думки
Колективні або професійні думки дуже часто можуть слугувати взірцем, стандартом для обґрунтування особистої думки.
Існує декілька видів колективних думок. Спробуємо перелічити, що найчастіше зустрічається:
- Офіційна[3] (висловлюється уповноваженою особою або публікується у відповідному виданні);
- Партійна;
- Суспільна, громадська думка[4] (У сучасному розумінні громадська думка складається з сукупності індивідуальних поглядів або переконань, які має населення (наприклад, місто, регіон або країна), при цьому «думка споживача» — це подібна сукупність, зібрана як частина маркетингового дослідження — думки користувачів певного товару або послуги. Оскільки процес збирання думок від усіх осіб є важким, дорогим або неможливим, громадська думка, як правило, оцінюється за допомогою вибіркового обстеження], наприклад, з репрезентативною вибіркою);
- Групова (у деяких соціальних науках, особливо в політології та психології, групова думка належить до сукупності думок групи суб'єктів, таких як члени журі присяжних, парламенту або іншого колегіального органу, що приймає рішення);
- Наукова думка або науковий консенсус (Можна порівнювати з «громадською думкою», в цілому спирається на сукупність думок багатьох різних наукових організацій, установ і окремих вчених у відповідній сфері. Однак, наука часто може бути «частковою, тимчасовою, конфліктною і невизначеною»[5], так що не може бути прийнято консенсусу щодо конкретної ситуації);
- Професійна думка (погляд на проблему з професійної думки — адвоката, бухгалтера, педагога та ін. Може бути «чистою» або «аргументованою». Професійна думка не є гарантією того, що буде досягнуто якогось конкретного результату. Проте, помилковий або неповний професійний висновок може бути підставою для адміністративного стягнення і навіть подання судового позову щодо професійної неправомірної діяльності, згідно з яким може вимагатися відшкодування збитків, понесених внаслідок покладання на хибну думку.);
- Судова думка або «думка суду» (Думка судді або колегії суддів, яка супроводжує і пояснює наказ чи постанову у судовому порядку. Суд зазвичай визначає факти, які визнав встановленими, правові засади, на які спирався суд, і застосування відповідних принципів до визнаних фактів. Мета полягає в тому, щоб продемонструвати обґрунтування, використані при прийнятті рішення. Судді, як правило, зобов'язані надавати обґрунтовані підстави для своїх рішень, а зміст їхніх судових висновків може містити підстави для оскарження та скасування їх рішенні вищим судом.);
- Редакційна думка (оцінка теми в газеті, яка передається на її редакційній сторінці).